# Віт Єдлічка
Віт Єдлічка ( чеськ. Vít Jedlička; 6 вересня 1983, Градец Кралове, Чехословаччина) — чеський політик і активіст. Був першим головою Партії вільних громадян у Краловеградецькому краї, а також є засновником та головою чеської Волонтерської асоціації Reformy.cz. 13 квітня 2015 року, Віт Єдлічка проголосив "незалежність" мікродержави Ліберленд на  розташована на нейтральній території під назвою Горня Сига (серб. Gornja Siga) на кордоні Сербії й Хорватії, в історичній області Бараня  .

## Освіта
У 2008 році отримав ступінь бакалавра з міжнародних відносин у Празькому економічному університеті . У 2014 році отримав ступінь магістра з політології в Інституті CEVRO.

## Біографія
Батька Віта Єдлічки був звільнений з Празького інституту мір і ваг і відправлений працювати механіком через відмову вступити до комуністичної партії Чехословаччини . Економічна криза 1997 року, викликана підвищенням відсоткових ставок призвела до банкрутства сім'ї Єдлічки, що володіла мережею автозаправних станцій  . Віт працював у різних сферах, таких як фінансовий аналіз та менеджмент, а також у продажах та IT. З 2006 по 2009 роки був директором HKfree.net. Громадського міського інтернет сервісу, до якого підключено місцевих жителів міста та околиць, а також низку міських організацій, наприклад, Служба Швидкої допомоги міста.

## Зовнішні посилання
- Особистий блог Віта Єдлічки [Архівовано 18 квітня 2022 у Wayback Machine.]
- Офіційний сайт республіки Ліберленд [Архівовано 12 квітня 2022 у Wayback Machine.]